# نامدي أزيكيوي
 بنجامین نمدي أزيكيوي (Benjamin Nnamdi Azikiwe)، (16 نوفمبر 1904-11 مايو 1996) هو أول رئيس لنيجيريا (1963-1966).
ولد نمدي أزيكيوي في 16 نوفمبر 1904 في بلدة «زُنْغَيْرو – Zungeru» شمال نيجيريا لأبوين من الإيبو؛ وكان أبوه أوبيد-أَدُمْ تشوكويميكا أزيكيوي (1879-1958) كاتبا في إدارة بريطانيا النيجيرية. واسمه “نَمْدي” في لغة الإيبو يعني “أبي على قيد الحياة “.
كانت بدايات تعاليم نمدي أزيكيوي في مدينة أونيتشا، ولاية أنامبرا. ثم انتقل إلى إحدى المعاهد في كالابار، ومدرسة الميثودية الثانوية للبنين في لاغوس. وكان دارسا في الولايات المتحدة الأمريكية ما بين عامي 1925 و 1934، وذلك في جامعة هوارد في واشنطن العاصمة وجامعة لينكولن بولاية بنسلفانيا، حيث حصل على شهادة البكالوريوس في الدين، ودرجة الماجستير في الأنثروبولوجيا. في عام 1934 أسس صحيفة “أفريكان مورنن بوست” في غانا، وعاد إلى نيجيريا في عام 1937 ليصبح سياسيا. وفي عام 1944،
أسس حزبا سياسيا يسمى “المجلس الوطني لنيجيريا والكاميرون”، وبدعم من أعضاء الحزب، انتُخب نمدي أزيكيوي للمجلس التشريعي النيجيري، ثم أصبح رئيس الوزراء في المنطقة الشرقية من نيجيريا، وهو المنصب الذي شغله بين عامي 1954 و 1959. قبل استقلال نيجيريا عام 1960، قاد نمدي أزيكيوي حزب NCNC إلى انتخابات 1959 الاتحادية، وبما أنها انتخابات ناجحة؛ قام بتشكيل حكومة مؤقتة مع حزب “مؤتمر الشعوب الشمالية” (NPC)، وأصبح “أبوبكر تافاوا باليوا” زعيم حزب NPC آنذاك رئيس الوزراء، في حين أصبح نمدي أزيكيوي رئيسا لمجلس الشيوخ والحاكم العام، وتلقائيا بعد الاستقلال عام 1960 صار رئيس الدولة. وفي العام نفسه،
عينته الملكة إليزابيث الثانية في المجلس الخاص للمملكة المتحدة. وفي عام 1979 خلال عودة البلاد إلى الديمقراطية، خاض نمدي أزيكيوي غمار الانتخابات للرئاسية غير أنه لم يفز فيها، فتقاعد بعدها عن العمل السياسي. وفي عام 1980 منحته الحكومة النيجيرية بأعلى الشرف الوطني وهو (GCFR).
أُدخِل نمدي أزيكيوي في مجموعة “أبلانزي” المرموقة بمدينة أونيتشا كـ “نايلوغو” في عام 1946، وهو تكريم عرفي يُقام به لرجال أونيتشا اعترافا بإنجازاتهم. وحصل على أربعة عشر شهادات فخرية من الجامعات النيجيرية والأمريكية والليبيرية، والتي تشمل جامعة لينكولن، كلية ستورر، جامعة هوارد، جامعة ولاية ميشيغان، جامعة نيجيريا في انسوكا (UNN)، جامعة لاغوس، جامعة أحمدو بيلو، جامعة إبادان، جامعة نمدي أزيكيوي بأوكا، وجامعة ليبيريا.
توفي نمدي أزيكيوي في 11 مايو 1996 ودفن في بلاده أونتشا ولاية أنامبرا.

## روابط خارجية
- نامدي أزيكيوي على موقع الموسوعة البريطانية (الإنجليزية)
- نامدي أزيكيوي على موقع مونزينجر (الألمانية)
- نامدي أزيكيوي على موقع إن إن دي بي (الإنجليزية)

- نامدي أزيكيوي على موقع الموسوعة البريطانية (الإنجليزية)
- نامدي أزيكيوي على موقع مونزينجر (الألمانية)
- نامدي أزيكيوي على موقع إن إن دي بي (الإنجليزية)